# Fort Siebetshaus

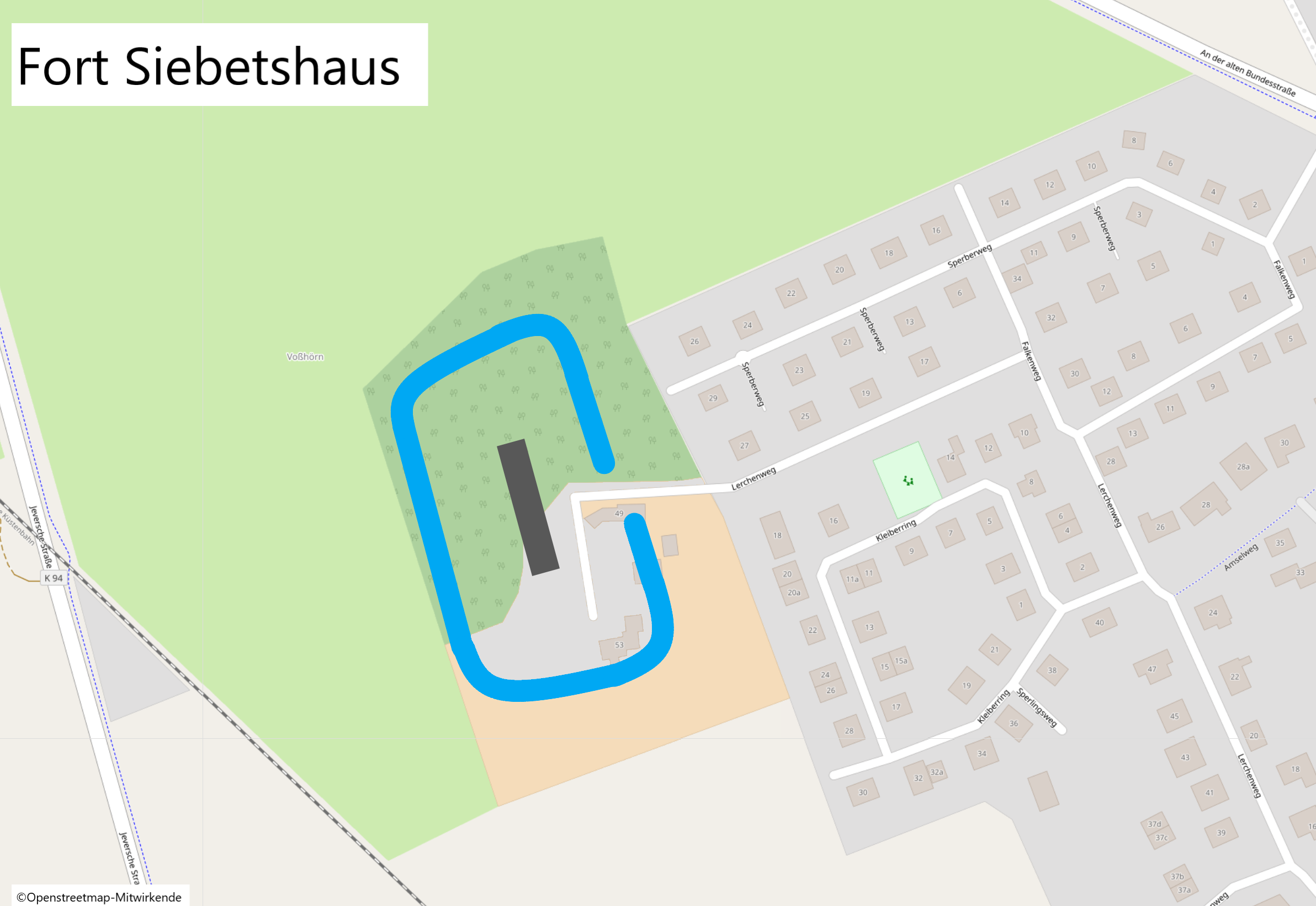
Umriss des Forts Siebetshaus mit Infanteriewerk

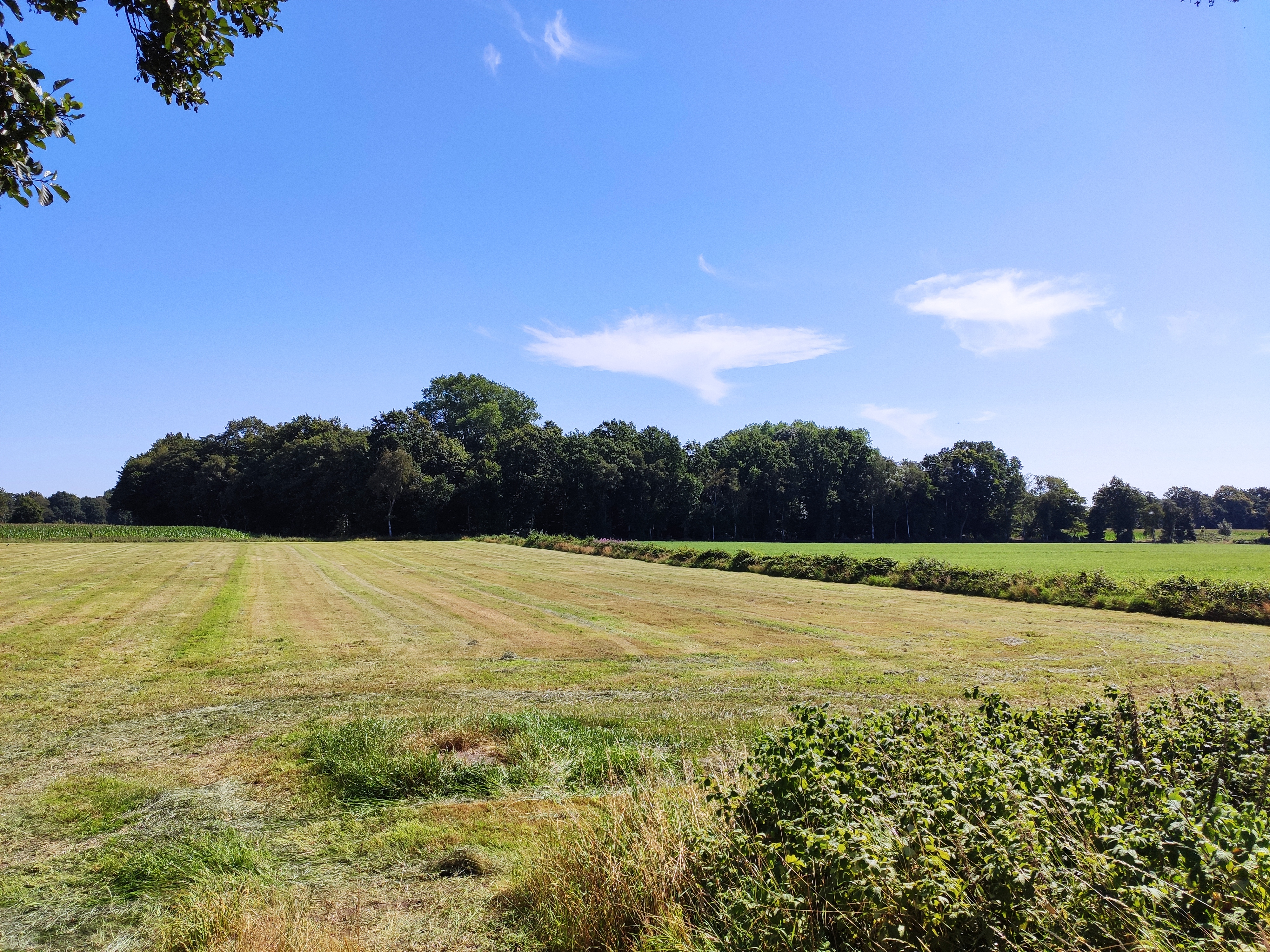
Fort Siebetshaus von Chauseehaus fotografiert.

Das Fort Siebetshaus war eine Befestigungsanlage zum Schutz des Kriegshafens Wilhelmshaven.

## Lage und Aufbau

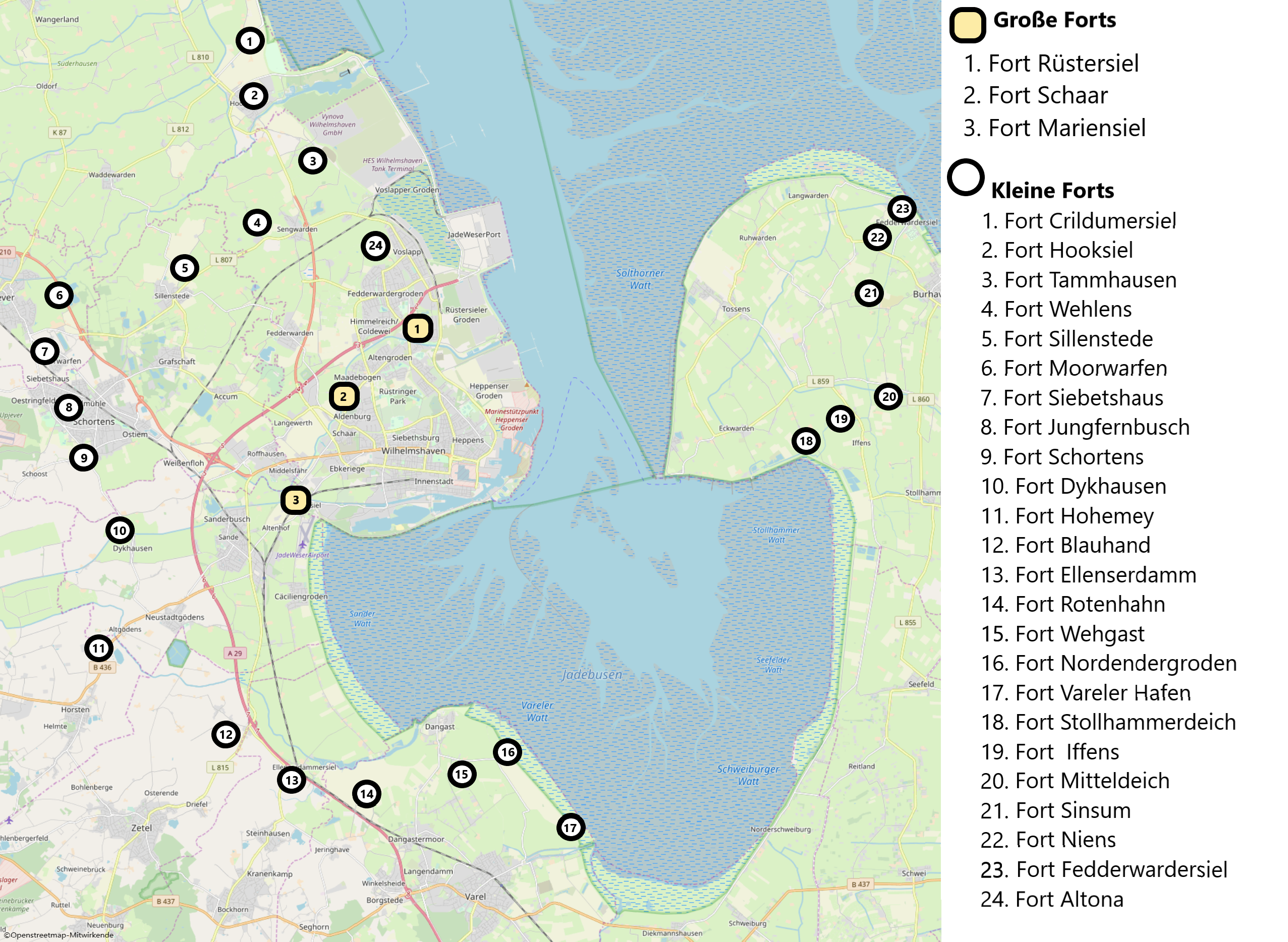
Position der Forts zum Schutz Wilhelmshavens.

Das Fort wurde als geschlossene Lünette errichtet. Die Anlage war für zwei Züge Infanterie (~80 Mann) ausgelegt. Die Anlage hat eine Länge von etwa 180 Metern und eine Breite von etwa 110 Metern. Der Zugang zur Anlage erfolgte von Osten. Heute ist nur noch ein Teil des Wassergrabens erhalten.

## Geschichte
Das Fort Siebetshaus wurde im Jahr 1915 erbaut. Während des Ersten Weltkriegs bestand östlich der Anlage die Batterie Moorwarfergast, die Batterie Heidmühle und die Flakbatterie Feldhausen. Im Zweiten Weltkrieg war hier die Flakbatterie Siebetshaus eingerichtet.